# 阿特塞
阿特塞是奥地利上奥地利州弗克拉布鲁克县的一个市镇。总面积15平方公里，总人口1554人，人口密度103.6人/平方公里（2005年）。